# 가시역
가시역(일본어: 香椎駅 가시에키[*])은 일본 후쿠오카현 후쿠오카시 히가시구에 있는 규슈 여객철도의 역이다. 가고시마 본선을 소속선으로 해, 가시 선을 덧붙여 2개 노선이 노선 연장한다. 일본화물철도의 제1종 철도사업자 구간인 가고시마 본선 화물 지선 (하카타 임항선)의 등기 상의 기점이기도 하지만, 실제로 분기하는 것은 지하야 조차장이다.

## 역 구조 및 승강장
상대식 승강장 1면 1선과 섬식 승강장 2면 4선, 합계 3면 5선의 승강장을 가지는 지상역. 승강장 간은 과선교로 연결되어, 전체의 승강장으로 엘리베이터 · 에스컬레이터가 설치되어 있다.
1번 승강장(1번선)과 2번 승강장(3번선)의 사이에는 상행 통과선(2번선), 3번 승강장(4번선)과 4번 승강장(6번선)의 사이에는 유치선이 존재한다. 이 유치선은 현재 가선이 철거하고 있다. 또한, 5번 승강장(7번선)보다 동쪽(가장 안쪽)에는 유치선(8번선)이 있다. 이 유치선에는 가시 선의 아침 저녁 러시를 끝냈던 차량이 두어, 그 차량은 하카타 운전구(구 · 다케시타 동차구)로 회송된다.
역 빌딩은 철근 콘크리트 4층 건물로, 프리에스타 가시가 임차인으로 들어가고 있다. 이전의 역사는 초대의 야쓰시로역 역사를 이축했던 것이다. 개찰구는 통틀어 3개소 있으며, 역 앞 광장 쪽은 본 입구, 프리에스타 가시쪽은 프리에스타 입구, 규슈 산업대 부속 규슈 고등학교 쪽은 규코구치라고 불리고 있다. 자동개찰기는 본 입구에는 6기, 프리에스타 입구 · 규코구치에는 3개씩 설치되어 있다. 또한, 역 북쪽에는 하카타 신호 통신구 가시 관리실 · 하카타 보선구 가시 관리실 · 하카타 보선구 가시 지구가 있다.
매표 및 본 입구 개찰은 규슈 여객철도의 직영으로, 프리에스타 입구 · 규코구치 개찰은 규슈 교통기획의 업무위탁이다. 발권 창구 설치. 규슈 고교 입구는 역 빌딩의 개찰과는 영업시간이 다르다. 평일의 7:00부터 20:00까지 영업한다. 자동 방송 도입역. JR의 특정 도구 시내에 걸친 '후쿠오카 시내'의 역이다.
| 1     | ■ 가고시마 본선 | (상행) | 아카마 · 고쿠라 · 모지코 방면    |
| 1     | ■ 가시 선       | (상행) | 우미노나카미치 · 사이토자키 방면 |
| 2     | ■ 가고시마 본선 | (하행) | 하카타 · 구루메 · 오무타 방면    |
| 3     | ■ 가고시마 본선 | (하행) | 하카타 · 구루메 · 오무타 방면    |
| 3     | ■ 가시 선       | (상행) | 우미노나카미치 · 사이토자키 방면 |
| 3     | ■ 가시 선       | (하행) | 조자바루 · 우미 방면             |
| 4 · 5 | ■ 가시 선       | (상행) | 우미노나카미치 · 사이토자키 방면 |
| 4 · 5 | ■ 가시 선       | (하행) | 조자바루 · 우미 방면             |

## 이용 현황
- 2010년도의 1일 평균 승차 인원은 11,482명이다. 규슈 여객철도의 후쿠오카 현 내의 역으로서는 하카타역, 고쿠라역, 오리오역, 구로사키역에 뒤이어 5위. 관내의 역 전체에는 구로사키 역(15,018명)에 뒤이어 7위.

| 승차 인원 추이 | 승차 인원 추이 |
| 연도           | 1일 평균 인수  |
| -------------- | -------------- |
| 2000년         | 18,556         |
| 2001년         | 17,784         |
| 2002년         | 16,944         |
| 2003년         | 15,236         |
| 2004년         | 13,576         |
| 2005년         | 12,544         |
| 2006년         | 11,915         |
| 2007년         | 11,658         |
| 2008년         | 11,603         |
| 2009년         | 11,478         |
| 2010년         | 11,482         |

## 역 주변
후쿠오카 시 동쪽의 부도심에 붙어 있어, 역 주변은 작은 번화가로 되어 있다.
- 아일랜드시티
- 가시 궁
- 서일본 철도 가이즈카 선 - 니시테쓰 가시 역
- 니시테쓰 가시 화원
- 이온몰 가시하마 쇼핑센터
- 데오데오 아울렛
- 후쿠오카 여자 대학
- 국도 제3호선

## 역사
- 1890년 9월 28일 : 규슈 철도(초대)가 개업.
- 1904년 1월 1일 : 하카타 만 철도(1920년, 하카타 철도 기선으로 개칭. 현재의 가시 선)가 개업.
- 1907년 7월 1일 : 규슈 철도(초대)가 국유화되어, 제국철도청이 소관.
- 1910년 : 이 역을 부재로 사용해서 고가역의 역사가 개축되었다.
- 1942년 9월 19일 : 하카타 만 철도 기선이 서일본 철도로 합동·합병해 회사 가스야 선이 된다.
- 1944년 5월 1일 : 서일본 철도 가스야 선이 전시 매수에 의해 국유화되어 운수통신성 가시 선이 승계.
- 1975년 3월 10일 : 화물 업무취급 폐지.
- 1987년 4월 1일 : 일본국유철도 분할 민영화에 의해 규슈 여객철도가 승계.
- 1996년 3월 16일 : 현 역사(3대째)가 완성.
- 2009년 3월 1일 : IC카드 SUGOCA의 사용을 개시.

## 인접 역
| 가고시마 본선                           | 가고시마 본선   | 가고시마 본선                           |
| --------------------------------------- | --------------- | --------------------------------------- |
| 훗코다이마에 모지 항 방면               | ■ 쾌속 · 준쾌속 | 지하야 아라오 방면                      |
| 규산다이마에 모지 항 방면               | ■ 보통          | 지하야 가고시마 방면                    |
| 가시 선                                 |                 |                                         |
| 와지로 사이토자키 방면                  | ■ 가시 선       | 가시진구 우미 방면                      |
| 가고시마 본선 화물 지선 (하카타 임항선) |                 |                                         |
| 시·종착역                               | ■ 하카타 임항선 | 지하야 조차장 후쿠오카 화물 터미널 방면 |